# Riet de Jong-Goossens
Riet de Jong-Goossens est une traductrice néerlandaise née en 1937 

## Biographie
Riet de Jong-Goossens est née en 1937 à Sas-de-Gand (en néerlandais Sas van Gent), dans la province de Zélande, aux Pays-Bas. Après des études de littérature générale et de littérature française à l'université Radboud de Nimègue, elle se spécialise en afrikaans à l'université d'Amsterdam.

## Œuvre
Elle est l'auteur depuis 1989 d'une cinquantaine de traductions littéraires – romans et nouvelles - en néerlandais, principalement de l'afrikaans. 
Ces deux langues, malgré leur parenté et un degré certain d'intercompréhension – à comparer avec la proximité entre espagnol et portugais, entre danois, norvégien et suédois ou entre certaines langues slaves – n'en exigent pas moins d'être traduites pour que leur littérature soit diffusée. En effet, en Afrique du Sud comme en Namibie, en Belgique comme aux Pays-Bas, en dehors des milieux universitaires, peu de gens lisent spontanément dans l'"autre" langue.
Pour Riet de Jong-Goossens, cette proximité entre les deux langues rend plus difficile de traduire de l'afrikaans que du français: elle évoque les nombreux faux-amis, les emprunts et les calques de l'anglais, qui donnent au traducteur de langue néerlandaise le sentiment de marcher en permanence sur des sables mouvants. Une difficulté souvent sous-estimée en dehors de la profession.

## Liste d'auteurs traduits
- Kort Afrikaans: verhalen uit Zuid-Afrika (anthologie de nouvelles sud-africaines), Nijgh & Van Ditmar, 1995
- Behr, Mark De geur van appels, 1998
- Botes, Annelie Klavertje vier
- Brynard, Karin Moord op Huilwater, 2011
- Goosen, Jeanne Ons is nie almal so nie, 1993
- Krüger, Louis Donkerboskind (1988), De zon op het water (1989); Gevaarlijk land (1991)
- Le Roux, Mariël Sterretje, Boekencentrum B.V., 2011
- Matthee, Dalene Nadia, Brevier 2013
- Miles, John Kroniek uit die doofpot, 1992
- Prinsloo, Koos Slachtplaats, Nijgh & Van Ditmar, 1994
- Scheepers, Riana  Dulle Griet, Prometheus 1995 ; Die ding in die vuur (nouvelles), 1996 ; Dochters van Afrika (nouvelles), 1999 ; Feeks, Querido 2000
- Schoeman, Karel Een ander land (1984) ; Merksteen (2004)
- Scholtz, A.H.M Vatmaar, Meulenhoff 1997 ; Afdraai: een kroniek, Meulenhoff 2000
- Sleigh, Dan Stemmen uit zee, Querido, 2002 ; De lange tocht, Athenaeum-Polak & Van Gennep, 2010 ; De opstand op het slavenschip Meermin, Cossee 2013
- Stander, Carina Wildvreemd, Athenaeum-Polak & Van Gennep, 2013
- Van der Vijver, Marietjie Ik zoek een domme man, De Arbeiderspers 1994 ; Meisjes worden groot, De Arbeiderpers 1996 ; Het hart van ons huis, Uitgeverij Rainbow ; Drie vrouwen, Sirene 2003
- Van Heerden, Etienne Casspirs en camparis, Meulenhoff 1994 ; De stoetmeester, Meulenhoff 1995 ; De witte aap (nouvelles), Meulenhoff 1995
- Van Niekerk, Marlene Agaat, Querido, 2006 ; De sneeuwslaper (nouvelles), Querido 2009
- Venter, Eben Ik stamel ik sterf Nigh & Van Ditmar 1998 ; Dans aan het einde van de dag, 2002 ; Heren, 2007
- Winterbach, Ingrid Niggie, Cossee 2007 ; Het boek van toeval en toeverlaat, Cossee 2008 ;

## Critique et histoire littéraire
- Jansen, Ena Afstand en verbintenis: Elisabeth Eybers in Amsterdam, 1998

Riet de Jong-Goossens est également membre de la rédaction du mensuel Zuid-Afrika et participe à des rencontres littéraires avec des auteurs sud-africains.

## Articles dans des revues
- Breytenbach in het voetspoor van Rimbaud, in De Gids, jg. 152 (1989)

## Prix et distinctions
Le prix Martinus-Nijhoff, grand prix national de la traduction littéraire des Pays-Bas, a été décerné à Riet de Jong-Goossens en 2010. Il est doté de 35 000 euros.  